# 天使と野郎ども!
『天使と野郎ども!』（てんしとやろうども）は、1968年10月5日から1969年3月29日までTBS系列局で放送されていたTBS製作の音楽バラエティ番組である。放送時間は毎週土曜 19:00 - 19:30 （日本標準時）。

## 概要
黛ジュンとザ・スパイダースをメインに据えたスタジオバラエティショーで、「歌のプレゼントコーナー」「ショー・コーナー」「プロダクション・コーナー」の3つのコーナーによって構成されていた。

## 出演者

### レギュラー
- 黛ジュン
- ザ・スパイダース

### 準レギュラー
- ザ・タイガース
- ザ・テンプターズ

## 参考資料
- 毎日新聞縮刷版[どれ?]

| TBS系列 土曜19:00枠                                | TBS系列 土曜19:00枠                               | TBS系列 土曜19:00枠                             |
| 前番組                                             | 番組名                                            | 次番組                                          |
| -------------------------------------------------- | ------------------------------------------------- | ----------------------------------------------- |
| ハレハレ音楽教室 （1968年8月17日 - 1968年9月28日） | 天使と野郎ども! （1968年10月5日 - 1969年3月29日） | マエタケ大放送 （1969年4月5日 - 1969年9月27日） |